# Matilda Howellová
Matilda Howellová zvaná Lida, rozená Scottová (28. srpna 1859 Lebanon – 20. prosince 1938 Norwood) byla americká lukostřelkyně, trojnásobná olympijská vítězka.
Zúčastnila se dvaceti mistrovství USA a sedmnáct z nich vyhrála (1883, 1885, 1886, 1890, 1891, 1892, 1893, 1895, 1896, 1898, 1899, 1900, 1902, 1903, 1904, 1905 a 1907). V roce 1895 vytvořila národní rekord, který byl překonán až v roce 1931. Na olympijských hrách 1904 v St. Louis vyhrála individuální soutěže Double National Round (dvakrát po 24 šípech z 60 yardů a 12 šípech z 50 yardů) a Double Columbia Round (dvakrát po 12 šípech z 50, 40 a 30 yardů) a byla členkou vítězného družstva (soutěžily pouze dva týmy, oba z USA). Na olympiádě startoval také její otec Thomas Foster Scott, ve věku 71 let nejstarší lukostřelec olympijské historie. Lukostřelcem byl rovněž její manžel Millard Howell; v roce 1899 se stali jediným manželským párem, který vyhrál zároveň mužské a ženské mistrovství USA.